# Сибирский государственный университет геосистем и технологий
Сибирский государственный университет геосистем и технологий (СГУГиТ) — высшее образовательное учреждение в Ленинском районе Новосибирска, основанное в 1933 году.

## История
Постановлением СНК СССР от 28 февраля 1933 года создан Сибирский астрономо-геодезический институт, который первоначально был омским вузом. 29 июня 1939 года учреждение получило новое название — Новосибирский институт инженеров геодезии, аэрофотосъёмки и картографии (НИИГАиК)
В 1983 году учебному заведению присвоен орден «Знак Почёта».
В 1994 году институт переименовали в Сибирскую государственную геодезическую академию (СГГА), в 2014 году — в Сибирский государственный университет геосистем и технологий (СГУГиТ).

## Деятельность
Базовые подготовительные направления: геодезия, земельный кадастр, землеустройство, оптотехника и т. д.
Кроме того, университет занимается фундаментальными и прикладными научными исследованиями, начало которым положили проф. В. В. Попов, Г. И. Знаменщиков, К. Л. Проворов, И. Т. Антипов, Г. А. Мещеряков, В. В. Бузук, А. В. Буткевич.

## Подразделения
- Новосибирский техникум геодезии и картографии — учебное заведение, основанное в 1944 году[4]. С 2010 года — в составе вуза[3].

## Сотрудники

### Руководство
- Агроскин, Афанасий Ильич — первый директор (1939—?, 1946—1951)[5].
- Карпик Александр Петрович — (с 2006 по 05.02.2025), доктор технических наук, профессор.
- Янкелевич Светлана Сергеевна — (с 03.03.2025 по настоящее время).